# Adam Doneger
Adam G. Doneger (* 5. Dezember 1980 in Hewlett, New York, Vereinigte Staaten) ist ein ehemaliger US-amerikanischer Lacrosse-Spieler.
Doneger ist der Sohn von Abbey und Valerie Doneger. Sein Bruder ist der College-Lacrossespieler, Schauspieler und Regisseur Michael Doneger.
Von 2000 bis 2003 war er Mitglied im Lacrosseteam der Johns Hopkins University. Gleichzeitig studierte er Sozial- und Verhaltenswissenschaften. Zeitweise war er Kapitän der Mannschaft. Er wurde zweimal in das First Team All-American gewählt.
Doneger spielte 2002 für die US-amerikanische Herren-Nationalmannschaft bei der Lacrosse-Weltmeisterschaft, die die Goldmedaille gewann.
Nach dem College war er bis 2006 Teil der New Jersey Pride, einer Mannschaft der Major League Lacrosse. 2003 gewann er den Titel als Major League Lacrosse Rookie of the Year.
Seit 2003 ist Doneger in der Immobilienbranche.